# Las Gentiles
Las Gentiles es una película de 2021 dirigida por Santi Amodeo. El filme tuvo su estreno mundial en el 18 Festival de Sevilla.

## Sinopsis
Ana es una chica de clase media más, con conflictos familiares y problemas de identidad. Aunque desde que conoció a su amiga Corrales la palabra suicidio ha entrado en su vida, aparentemente solo como una idea lejana y transgresora. Pero, poco a poco, lo que parecía un juego en las redes sociales acaba por filtrarse a la realidad.

## Reparto
| Intérprete        | Personaje      |
| ----------------- | -------------- |
| África de la Cruz | Ana            |
| Paula Díaz        | Corrales       |
| Olga Navalón      | Pacheco        |
| Lola Buero        | Moríñigo       |
| Alva Inger        | Tere           |
| Beatriz Cotobal   | Madre Corrales |
| Teresa Cruz       | Madre Ana      |
| Rafa de Vera      | Padre Ana      |